# Arachonia plumosa
Arachonia plumosa är en stekelart som beskrevs av Joseph 1957. Arachonia plumosa ingår i släktet Arachonia och familjen fikonsteklar. Inga underarter finns listade.